# Christian Friedrich Kaulfuß
Christian Friedrich Kaulfuß († 1. Juli 1806 in Möckern) war ein deutscher Jurist. Er war als Advokat am kursächsischen Oberhofgericht und am Konsistorium Leipzig tätig sowie Erb-, Lehn- und Gerichtsherr auf Oberthau und ab 1794 auch auf Wehlitz.

## Leben
Christian Friedrich Kaulfuß studierte Rechtswissenschaften und wurde beider Rechte Doktor.
Bekannt wurde Kaulfuß der Nachwelt vor allem durch die Vermittlung einer Stiftung von C. C. Leich aus Leipzig. Letzterer legte in seinem Testament fest, dass aus seinem Nachlass ein bedeutsames Grundstück an die Leipziger Ökonomische Sozietät fallen sollte. Kaulfuß sorgte dafür, dass der letzte Wille Leichs in dieser Form umgesetzt wurde.

## Nachlass
Handschriften von Christian Friedrich Kaulfuß werden heute u. a. im Germanischen Nationalmuseum in Nürnberg, im Sächsischen Staatsarchiv sowie im Landesarchiv Sachsen-Anhalt verwaltet.

## Familie
Er war verheiratet mit Catharina Elisabeth, eine geborene Großer. Ihre beiden Söhne waren Christian Gottfried Kaulfuß (getauft 27. November 1780 in der Thomaskirche Leipzig) und Georg Friedrich Kaulfuß (getauft 10. April 1786 in der Nicolaikirche Leipzig). Bei Catharina Elisabeth Kaulfuß holte sich der Dichter der deutschen Aufklärung, Gottfried August Bürger, Anregung für die Erziehung seiner Kinder.
Im Jahre 1774 hatte seine Schwester Christiane Henriette Kaulfuß den Leipziger Buchhändler und Verleger Johann Friedrich Junius (1725–1794) geheiratet, der das Rittergut Wehlitz bei Schkeuditz erworben hatte. Da die Junius-Ehe ohne Kinder blieb, fiel das Rittergut an Christian Friedrich Kaulfuß als nächstem Mitbelehnten. Er besaß bis 1803 dieses Gut und verkaufte es vor seinem Tod gewinnbringend an Herrn Günther.